# Bulbophyllum kegelii
Bulbophyllum kegelii är en orkidéart som beskrevs av Fritz Hamer och Leslie Andrew Garay. Bulbophyllum kegelii ingår i släktet Bulbophyllum och familjen orkidéer. Inga underarter finns listade i Catalogue of Life.